# Bematistes lustella
Bematistes lustella är en fjärilsart som beskrevs av Suffert 1904. Bematistes lustella ingår i släktet Bematistes och familjen praktfjärilar. Inga underarter finns listade i Catalogue of Life.